# Каменская область
| Арзамасская область |
| Балашовская область |
| Каменская область   |

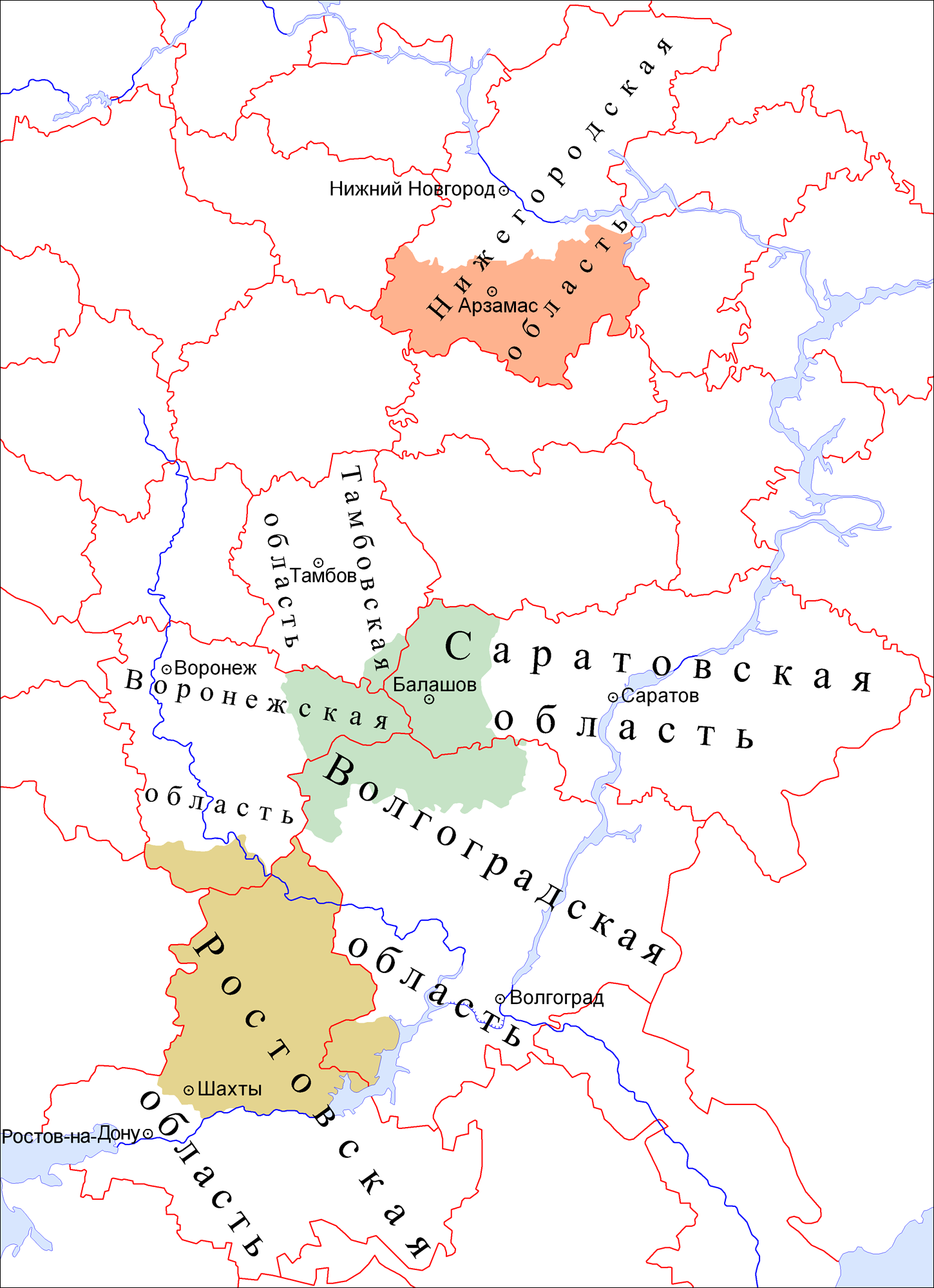
Существовавшие в 1954—1957 гг. области в границах современных областей:

Ка́менская область — административно-территориальная единица РСФСР, существовавшая в 1954—1957 годах.
Центром области формально считался Каменск-Шахтинский, однако все областные учреждения располагались в Шахтах. Официально город Шахты стал центром области 27 августа 1955 года.

## История
Каменская область была образована указом Президиума Верховного Совета СССР от 6 января 1954 года из северных районов Ростовской области, а также частей Воронежской и Сталинградской областей.
В состав новой области были включены:
- из Ростовской области — города Каменск-Шахтинский, Красный Сулин, Миллерово, Новошахтинск, Шахты и Алексеево-Лозовский, Базковский, Белокалитвенский, Боковский, Верхнедонской, Вёшенский, Волошинский, Глубокинский, Зверевский, Каменский, Кашарский, Киевский, Колушкинский, Константиновский, Красногвардейский, Криворожский, Литвиновский, Мальчевский, Мигулинский, Милютинский, Морозовский, Николаевский, Обливский, Октябрьский, Раздорский, Селивановский, Скосырский, Тарасовский, Тацинский, Цимлянский, Чернышевский, Чертковский районы;
- из Воронежской области — Богучарский, Кантемировский, Михайловский, Писаревский, Радченский районы;
- из Сталинградской области — Нижне-Чирский, Перелазовский, Серафимовичский, Чернышковский районы.

В состав области входил 41 район (по другим данным — 39), 9 городов и 11 посёлков городского типа. 19 ноября 1957 года Каменская область ликвидирована и разделена между вышеупомянутыми областями.
Преобразования внутри области:
- В июне 1954 года в состав Сталинградской области переданы Перелазовский и Серафимовичский районы[1].
- В августе 1955 года Указом Президиума Верховного Совета СССР административный центр области перенесён из г. Каменск-Шахтинский в г. Шахты.
- В 1956 году упразднены: Базковский, Волошинский, Колушкинский, Красногвардейский, Николаевский, Писаревский, Радченский, Селивановский, Скосырский районы; образован Красносулинский район.
- В июле 1957 года Чернышевский район переименован в Советский район.